# 佐潟
佐潟（さかた）は、新潟市西区赤塚にある砂丘湖。ラムサール条約の登録湿地であり、日本の重要湿地500でもある。

## 概要
新潟砂丘の南西部に位置し、北東部の大きな本潟と南西部の小さな上潟から成り立っている。標高5 m、平均水深1 m、総水域面積は43.6 haで湖底は船底型である。南北を砂丘に挟まれ東西には低地が広がっており、流入する河川は無く湧水で維持されている。成立時期ははっきりしないものの、縄文時代以前に遡るとされる。また低地には潟の痕跡がある事から、過去においては現在よりも東西に広がっていたものと考えられる。

## 生物
マツ林に囲まれ、水生植物が生える佐潟は同じ越後平野に位置する瓢湖と共にオオハクチョウやコハクチョウ等のガンカモ類の水鳥の飛来地としても知られる。そのため、1981年（昭和56年）3月31日に国指定佐潟鳥獣保護区（集団渡来地、面積251ha）に指定され、1996年（平成8年）3月28日にラムサール条約に登録されている。また、佐渡弥彦米山国定公園特別地域に指定されている。

## 交通
- JR越後線越後赤塚駅から西へ約3 km（車で約7分）。
  - 同駅前から無料レンタサイクルあり[3]。
  - 同駅から住民バス「コミュニティ佐潟バス」で「赤塚下」下車すぐ（所要約7分）。※土日祝日運休
- 北陸自動車道新潟西ICより25分、または巻潟東ICより20分。駐車場は佐潟公園駐車場を利用（普通車140台）。

## 備考

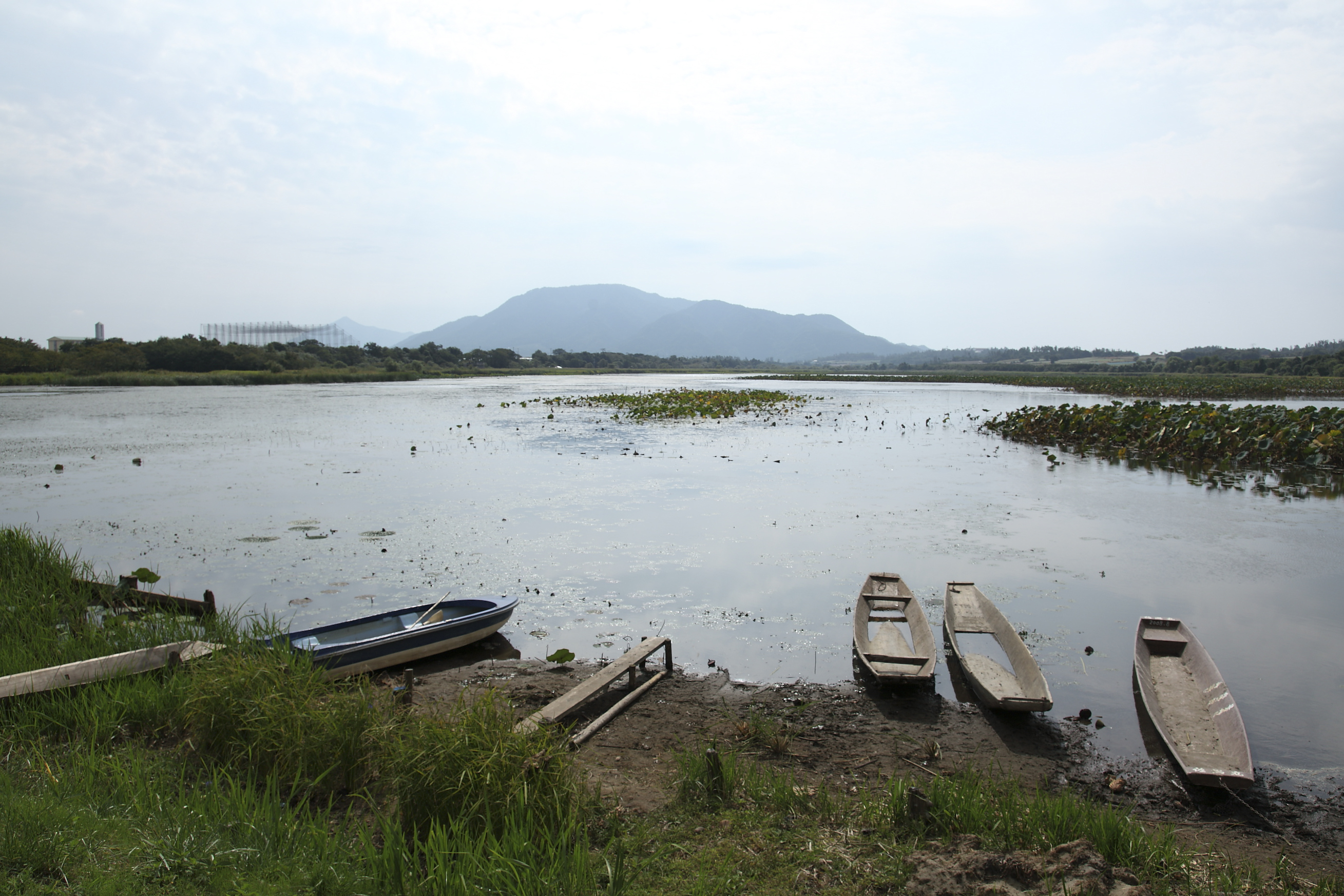
遠くに角田山を望む

- 北側に隣接する御手洗潟や西区中権寺にあるドンチ池も砂丘湖である。

## 周辺施設

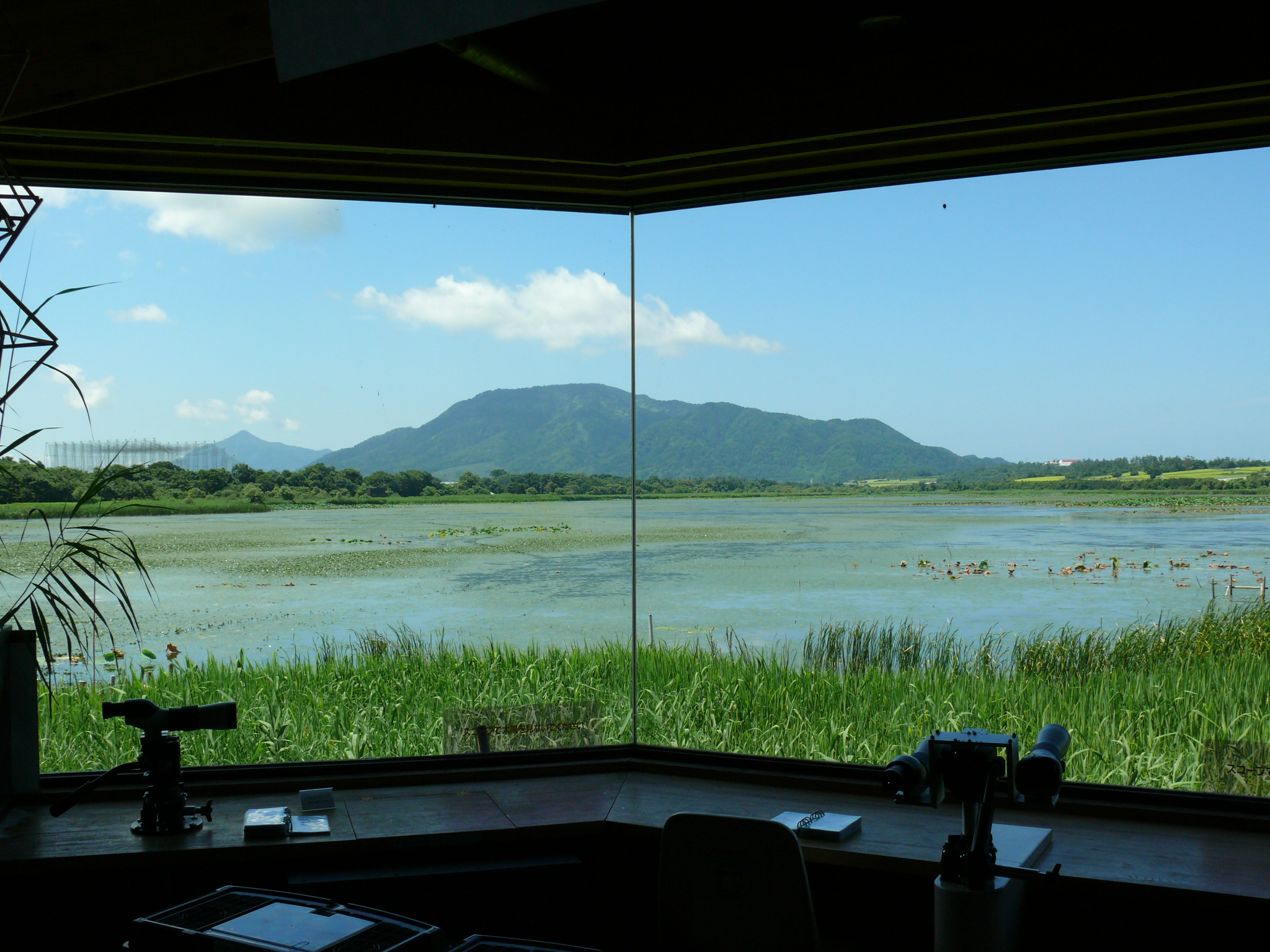
佐潟・環境センターから望む佐潟と角田山

- 佐潟公園
  - 佐潟水鳥・湿地センター
  - 野鳥観察舎